# Hemidactylus laticaudatus
Hemidactylus laticaudatus (Гекон півпалий Андерсона) — вид ящірок родини Геконові (Gekkonidae). Вид зустрічається в Ефіопії та Еритреї.
Описано 2 підвиди:
- Hemidactylus laticaudatus fossatii Scortecci, 1928
- Hemidactylus laticaudatus laticaudatus Andersson, 1910